# Tetamauara eximia
Tetamauara eximia är en skalbaggsart som först beskrevs av Bates 1885. Tetamauara eximia ingår i släktet Tetamauara och familjen långhorningar.
Artens utbredningsområde är Panama. Inga underarter finns listade i Catalogue of Life.